# Consistório Ordinário Público de 1885

## Cardeais Eleitores
| Nº                 | País               | Nome                                      | Idade              | Cargo                                                        | Título ou Diaconia                                         |
| Cardeais eleitores | Cardeais eleitores | Cardeais eleitores                        | Cardeais eleitores | Cardeais eleitores                                           | Cardeais eleitores                                         |
| ------------------ | ------------------ | ----------------------------------------- | ------------------ | ------------------------------------------------------------ | ---------------------------------------------------------- |
| 1                  | Alemanha           | Paul Melchers, S.J.                       | 72                 | Arcebispo de Colônia                                         | Cardeal-presbítero de Santo Estêvão no Monte Celio         |
| 2                  | Itália             | Alfonso Capecelatro di Castelpagano, C.O. | 61                 | Arcebispo de Cápua                                           | Cardeal-presbítero de Santos Nereu e Aquileu               |
| 3                  | Itália             | Francesco Battaglini                      | 62                 | Arcebispo de Bolonha                                         | Cardeal-presbítero de São Bernardo nas Termas Dioclecianas |
| 4                  | Austrália          | Patrick Francis Moran                     | 54                 | Arcebispo de Sydney                                          | Cardeal-presbítero de Santa Susana                         |
| 5                  | Itália             | Placido Maria Schiaffino, O.S.B.          | 55                 | Secretário da Sagrada Congregação para os Bispos e Regulares | Cardeal-presbítero de São João e São Paulo                 |
| 6                  | Itália             | Carlo Cristofori                          | 72                 | Auditor geral da Câmara Apostólica                           | Cardeal-diácono de Santos Vito, Modesto e Crescência       |

## Link Externo
- «Catholic Hierarchy» (em inglês)